# Fernando Sergio Montaldo Bustos
Fernando Sergio Montaldo Bustos (Valparaíso, 10 de noviembre de 1920-21 de octubre de 2010) fue un militar, abogado y funcionario chileno, que entre 1953 y 1965 se desempeñó como director general del Servicio de Registro Civil e Identificación de su país, bajo los gobiernos de los presidentes Carlos Ibáñez del Campo, Jorge Alessandri y Eduardo Frei Montalva.

## Familia
Nació en la ciudad chilena de Valparaíso el 10 de noviembre de 1920, hijo de Guillermo Montaldo y Gumercinda Bustos.
Se casó con Marina Lara Carrasco con quien tuvo tres hijos: Patricio, Álvaro y Rodrigo.

## Carrera pública
Ingresó como cadete a la Escuela Militar del Libertador Bernardo O'Higgins en 1936, egresado como alférez de infantería en 1940. Al año siguiente, fue ascendido al grado de subteniente, en 1945 a teniente y en 1949 a capitán, acogiéndose con este último a retiro de la institución castrense en 1953.
Paralelamente, se incorporó a la Facultad de Derecho de la Universidad de Chile, titulándose como abogado en 1952, con la tesis Servicio militar del trabajo. Ejerció su profesión siendo juez de letras en Tocopilla, secretario municipal en Arica y juez y secretario del juez de letras en Panguipulli.
En ese mismo año, durante los primeros meses del segundo gobierno del presidente Carlos Ibáñez del Campo fue nombrado como secretario de una comisión creada mediante decreto supremo para establecer dicho servicio en las fuerzas armadas, con el fin de realizar obras de beneficio público con la conscripción que cada año reconoció cuartel. Posteriormente, por medio un decreto con fuerza de ley ese servicio militar obtuvo personería jurídica.
También, fue designado como miembro de la Subcomisión de Habilitación de Suelos, la cual formaba parte de una comisión presidida por el ministro de Agricultura, Francisco Acevedo Trillot, y que tuvo relación con el fomento de la agricultura en Chile en concordancia con los planes de la Organización de las Naciones Unidas para la Alimentación y la Agricultura (FAO).
En 1953 viajó a Italia, becado por el gobierno de ese país para perfeccionar sus conocimientos, especialmente en derecho penal militar. Cursó esos estudios en la Escuela de Perfeccionamiento y Especialización de Derecho Penal de la Universidad de Roma.
De vuelta a su país en el mismo año, fue trasladado al Regimiento de Infantería Reforzado n° 4 "Rancagua", con guarnición en Arica. Además, fue nombrado por Ibáñez del Campo como director general del Servicio de Registro Civil e Identificación, puesto que ocupó hasta el fin del gobierno en 1958, manteniéndolo en la seguida presidencia de Jorge Alessandri y luego en la administración de Eduardo Frei Montalva, hasta 1965. Bajo su gestión en el organismo fue creado el primer carnet de identidad chileno de plástico.
Vivió sus últimos años en la comuna de Panguipulli, falleciendo el 21 de octubre de 2010, a los 89 años.